# Placca delle Nuove Ebridi

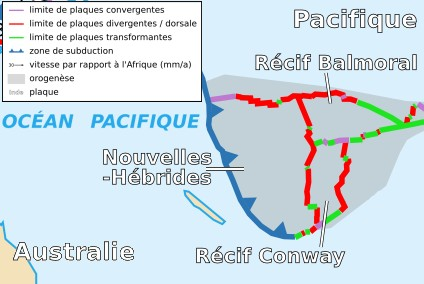
Collocazione della placca delle Nuove Ebridi

La placca delle Nuove Ebridi  è una microplacca tettonica della litosfera terrestre. Ha una superficie di 0,01585 steradianti ed è associata alla placca pacifica.

## Caratteristiche
È situata nella parte occidentale dell'Oceano Pacifico, e copre anche una piccola parte dell'arcipelago un tempo conosciuto come Nuove Ebridi, da cui deriva il nome, che oggi ha assunto il nome di Vanuatu.
La placca delle Nuove Ebridi è in contatto con la placca del Reef Balmoral, la placca del Reef Conway, la placca pacifica e la placca australiana. I suoi margini sono formati dalla fossa delle Nuove Ebridi sulla costa occidentale di Vanuatu.
La placca si sposta con una velocità di rotazione di 2,70° per milione di anni secondo un polo euleriano situato a 13°00' di latitudine sud e 12°00' di longitudine ovest.